# Outaberg
De Outaberg, Zweeds: Outavaara, is een berg annex heuvel in het noorden van Zweden op minder dan vijf kilometer van de van de Muonio, de grens met Finland. De berg staat in de gemeente Kiruna in een omgeving met veel moeras. De weg tussen Maunu en Karesuando, de meest noordelijke weg in Zweden komt over de Outaberg.